# Santa Maria in Montesanto (titre cardinalice)
 (octobre 2023).
Si vous disposez d'ouvrages ou d'articles de référence ou si vous connaissez des sites web de qualité traitant du thème abordé ici, merci de compléter l'article en donnant les références utiles à sa vérifiabilité et en les liant à la section « Notes et références ».
Le titre cardinalice de Santa Maria in Montesanto est érigé par le pape François le 30 septembre 2023. Il est rattaché à la basilique homonyme construite sur la piazza del Popolo, dans le Campo Marzio, par Le Bernin et Carlo Fontana et inaugurée en 1679.

## Titulaires
- Protase Rugambwa (depuis le 30 septembre 2023)